# Công ước Rome (1961)
Công ước Rome (tiếng Anh: Rome Convention) là "Công ước Quốc tế về bảo hộ người biểu diễn, nhà sản xuất bản ghi âm và tổ chức phát sóng" được kí kết tại Rome ngày 26 tháng 10 năm 1961. Công ước Quốc tế về bảo hộ người biểu diễn, nhà sản xuất bản ghi âm và tổ chức phát sóng (International Convention for the Protection of Perfomers, Producers of Phonograms and Broadcasting Organizations) được kí kết tại Rome ngày 26 tháng 10 năm 1961. Việt Nam gia nhập Công ước này từ ngày 01 tháng 3 năm 2007.

## Nội dung
Công ước Rome đề ra các quy định cơ bản:

### Nguyên tắc đối xử quốc gia
- Đối với người biểu diễn, nếu buổi biểu diễn diễn ra tại một quốc gia thành viên khác (bất kể người biểu diễn là công dân nước nào) hoặc nếu buổi biểu diễn được gắn kết trong một bản ghi âm được Công ước bảo hộ (bất kể người biểu diễn là công dân nước nào hoặc buổi biểu diễn thực sự diễn ra tại đâu), hoặc nếu buổi biểu diễn được truyền "trực tiếp" (không phải được truyền từ một bản ghi âm) trong một buổi phát sóng được Công ước bảo hộ (bất kể người biểu diễn là công dân nước nào).
- Đối với nhà xuất bản ghi âm nếu nhà sản xuất là công dân của một quốc gia thành viên khác (tiêu chuẩn quốc tịch) hoặc bản thu ghi, lưu định đầu tiên được thực hiện tại một quốc gia thành viên khác (tiêu chuẩn nơi thu ghi, lưu định) hoặc bản ghi âm lần đầu tiên hoặc đồng thời được công bố tại một quốc gia thành viên khác (tiêu chuẩn về nơi công bố).
- Đối với các tổ chức phát sóng nếu trụ sở của họ đặt tại một nước thành viên khác (nguyên tắc quốc tịch), hoặc nếu buổi phát sóng được truyền từ một trạm phát sóng đặt tại một quốc gia thành viên khác, bất kể tổ chức phát sóng lúc mới đầu được đặt tại một quốc gia thành viên (nguyên tắc lãnh thổ). Các quốc gia thành viên có thể tuyên bố rằng họ chỉ bảo hộ cho những buổi phát sóng nếu cả hai điều kiện về quốc tịch và lãnh thổ được đáp ứng cho cùng một quốc gia thành viên.

### Nội dung bảo hộ
- Sự bảo hộ tối thiểu mà Công ước đảm bảo cho người biểu diễn được quy định rằng "khả năng ngăn cấm những hành vi nhất định" được thực hiện mà không có sự đồng ý của người biểu diễn.
- Nhà sản xuất bản ghi âm có quyền cho phép hoặc ngăn cấm việc tái tạo, nhân bản trực tiếp hoặc gián tiếp các bản ghi âm của họ.
- Các tổ chức phát sóng có quyền cho phép hoặc ngăn cấm phát sóng đồng thời, phát sóng lại các buổi phát sóng của họ; thu ghi, lưu định các buổi phát sóng của họ; tái tạo, nhân bản những bản ghi các buổi phát sóng mà chưa được cho phép hoặc tái tạo, nhân bản những bản thu ghi, lưu định hợp pháp cho những mục đích bất hợp pháp, truyền tới công chúng các buổi phát sóng truyền hình thông qua những trạm thu mà công chúng không phải trả tiền khi tiếp nhận.

### Sách
- Bản mẫu:Chú thích sáchs